# Rüdiger Henning
Rüdiger Henning (Berlín, 5 de noviembre de 1943-
2 de octubre de 2024
) es un deportista alemán que compitió para la RFA en remo.
Participó en los Juegos Olímpicos de México 1968, obteniendo una medalla de oro en la prueba de ocho con timonel. Ganó una medalla de oro en el Campeonato Mundial de Remo de 1966 y dos medallas en el Campeonato Europeo de Remo, plata en 1965 y oro en 1967.

## Palmarés internacional
| Juegos Olímpicos   | Juegos Olímpicos          | Juegos Olímpicos | Juegos Olímpicos   |
| Año                | Lugar                     | Medalla          | Prueba             |
| ------------------ | ------------------------- | ---------------- | ------------------ |
| 1968               | Ciudad de México (México) | Medalla de oro   | Ocho con timonel   |
| Campeonato Mundial |                           |                  |                    |
| Año                | Lugar                     | Medalla          | Prueba             |
| 1966               | Bled (Yugoslavia)         | Medalla de oro   | Ocho con timonel   |
| Campeonato Europeo |                           |                  |                    |
| Año                | Lugar                     | Medalla          | Prueba             |
| 1965               | Duisburgo (RFA)           | Medalla de plata | Cuatro con timonel |
| 1967               | Vichy (Francia)           | Medalla de oro   | Ocho con timonel   |